# Häagen-Dazs
Häagen-Dazs è una marca statunitense di gelato, creata da Reuben Mattus a Brooklyn, New York nel 1961. Successivamente diventò anche una catena di negozi per la vendita dei gelati Häagen-Dazs in tutto il mondo.
Häagen-Dazs produce gelati (creme e confezionati), sorbetti, e yogurt-gelato.
Il gelato, prodotto in numerosi gusti, ha una particolarità: durante la produzione, insieme al gelato, viene aggiunta una ridotta parte d'aria nonché una grossa quantità di grasso del latte.

## Origine del nome
Contrariamente alla credenza popolare, l'origine del nome non è europea; si tratta di due nomi inventati per sembrare europei (e in particolare scandinavi, sebbene in nessuna lingua scandinava ci siano i digrammi äa e zs: quest'ultimo compare nell'ungherese dove ha il valore di /ʒ/) al pubblico americano. È una tecnica conosciuta nell'industria del marketing sotto il nome di foreign branding (marchio straniero) (vedere anche Umlaut dell'heavy metal).
Mattus incluse il nome di Copenaghen e una mappa della Danimarca sulle prime etichette per rinforzare le vendite in Scandinavia, e anche come tributo per il salvataggio di molti ebrei da parte della Danimarca nella Seconda guerra mondiale. Paradossalmente, benché Häagen-Dazs operi in 54 paesi in tutto il mondo, neanche uno dei 700 negozi della compagnia si trova in Scandinavia.

## Storia

Negozi Häagen-Dazs nel mondo

Häagen-Dazs trae origine dalla Senator Frozen Products, società di produzione artigianale di gelato fondata da Reuben Mattus negli anni venti. Negli anni cinquanta Mattus lancia un nuovo brand di gelati, denominato Ciro's. Visto la crescente domanda di consumo di gelati durante quegli anni, Mattus decise di creare una nuova compagnia con caratteristiche commerciali industriali. Nasce così nel 1961 nel Bronx la società Häagen-Dazs.
Nel 1983 Reuben Mattus decide di cedere la proprietà di Häagen-Dazs alla Pillsbury Company, gruppo americano attivo nel settore alimentare.
Nel 1984 la nuova proprietaria Pillsbury Company decide di spostare la sede di Häagen-Dazs dal Bronx a Teaneck, nel New Jersey.
Nel 1995 Pillsbury trasferisce la sede di Häagen-Dazs a Minneapolis.
Nel 1999 Pillsbury Company e Nestlé formano Ice Cream Partners, joint venture creata con lo scopo di fondere le attività dei due gruppi nel settore della produzione di gelati nel mercato statunitense e canadese.
Nel dicembre 2001, Nestlé, rilevando da Pillsbury Company (la quale viene rilevata ed incorporata dalla multinazionale americana General Mills nello stesso anno) il 50% delle azioni ancora non detenute nella joint venture Ice Cream Partners, diviene proprietaria della licenza di commercializzazione dei gelati Häagen-Dazs nei mercati del Nord America per un periodo di 99 anni; contemporaneamente General Mills mantiene i diritti di proprietà e commercializzazione del marchio al di fuori di Stati Uniti e Canada.
Nel dicembre 2019, Nestlé cede le sue attività nel segmento gelati nel mercato nordamericano a Froneri, che subentra quindi alla multinazionale svizzera come proprietaria dei diritti di produzione del marchio Häagen-Dazs sul territorio.

## Häagen-Dazs in Italia
La sede italiana di Häagen-Dazs veniva aperta nel 1992 a Milano. Negli anni successivi sono state aperte le prime gelaterie (a Genova la prima, poi Milano, Firenze, Torino, Napoli e Venezia), che non hanno riscosso il successo commerciale che era stato preventivato dalla multinazionale (soprattutto a causa della grande presenza di gelaterie artigianali sul territorio italiano che già all'epoca erano oltre 20.000).
Nel 1993 Häagen-Dazs sponsorizza gli internazionali d'Italia di tennis, al foro italico di Roma, e il Concorso Ippico Internazionale Piazza di Siena, sempre a Roma, ai quali seguirono molte altre sponsorizzazioni per la promozione del marchio, ancora poco noto in Italia. Dal 1993 ha inizio la distribuzione del prodotto nelle gastronomie e successivamente anche quella dei preconfezionati tramite il canale della grande distribuzione organizzata. Dal 2000 comincia la progressiva cessazione delle attività delle gelaterie con marchio Häagen-Dazs, che si conclude con la chiusura nel 2003 dell'ultimo locale situato in corso Magenta a Milano.

## Influenze nella cultura
- Häagen-Dazs è menzionato nella prima parte del fumetto originale di Magic Knight Rayearth. In una scena, Umi Ryuzaki - da poco finita su Sephiro, assieme a Hikaru Shido e Fuu Hooji - esprime il desiderio di tornare a casa, disperata all'idea di dovere fare a meno del suo gelato preferito. Nell'edizione italiana, il gelato Häagen-Dazs è stato sostituito con la Nutella.
- Häagen-Dazs è menzionato nella canzone Food Play della rapper britannica Lady Sovereign, contenuto nell'album Jigsaw del 2009.
- Häagen-Dazs è inoltre menzionato nel brano Lourinha Bombril del gruppo musicale brasiliano Os Paralamas do Sucesso.
- nel manga Perfect Girl Evolution viene menzionato più volte il gelato Häagen-Dazs al gusto tè verde.
- nel manga Gintama, il personaggio di Tae Shimura ne è ghiotta.
- nel primo volume della light novel Kara no kyōkai e nella relativa trasposizione animata, Mikiya porta a Shiki due Häagen-Dazs alla fragola.
- in una puntata dell'anime Himouto umaru chan è possibile vedere le confezioni del gelato ma con il marchio non conforme a quello dell'originale.
- il rapper italiano Gue Pequeno cita Häagen-Dazs nella sua canzone Trinità, realizzata nel 2017.
- nel settimo episodio de L’assassinio di Gianni Versace il protagonista Andrew Cunanan spacca a terra una vaschetta di gelato perché non è Häagen-Dazs e dice di volere solo questa marca ovvero solo il meglio.
- viene citato dal rapper MadMan nel brano "Top", traccia dell'album Eclissi del rapper romano Gemitaiz (2022).
- viene citato dal rapper Luchè nella traccia "Fake" dell'album del produttore The Night Skinny Botox (The Night Skinny)
- viene citato da Guè nel brano "Cookies 'N Cream" nell'album Madreperla (album)

## Galleria d'immagini

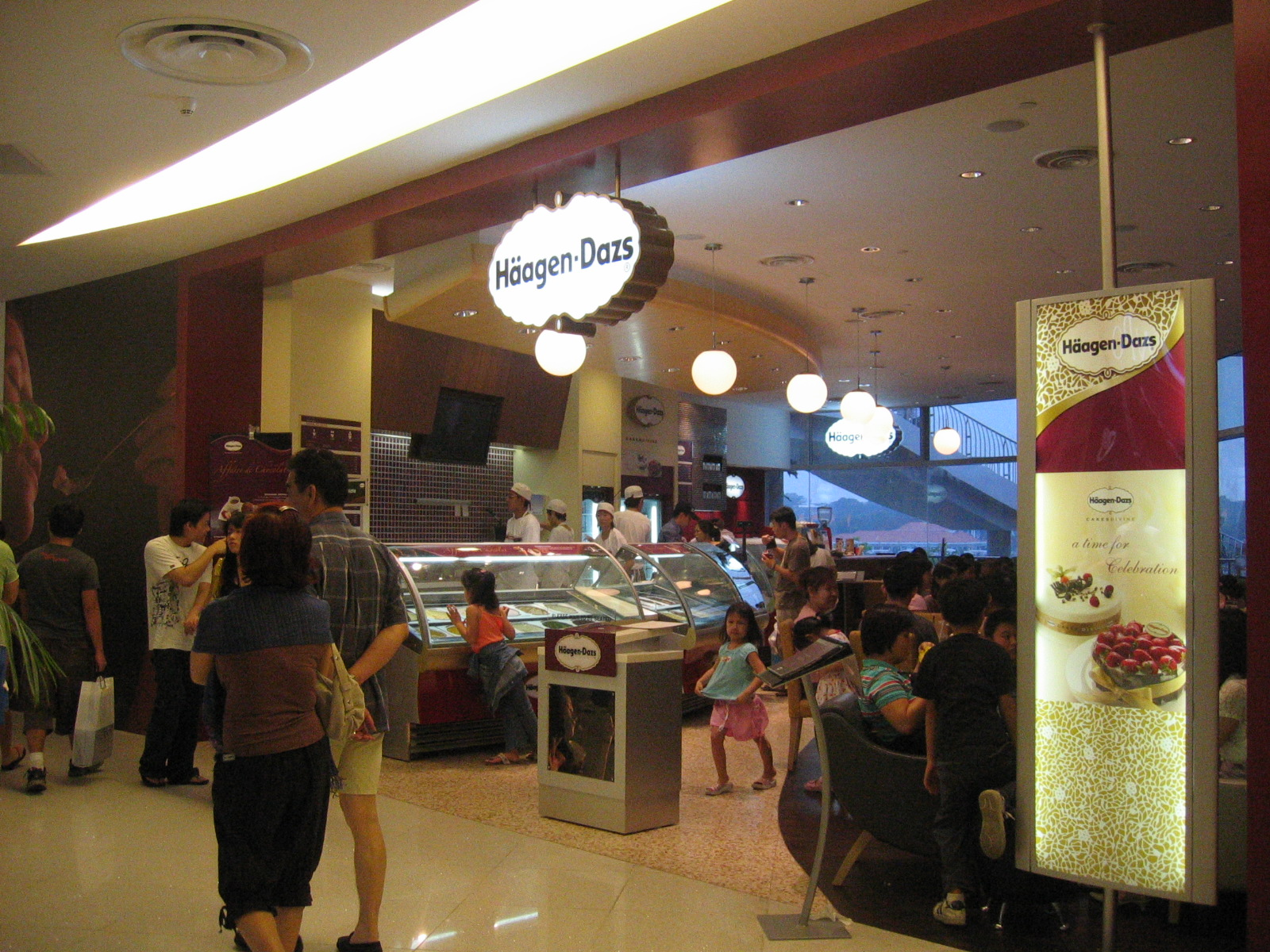
Negozio Häagen-Dazs a Singapore
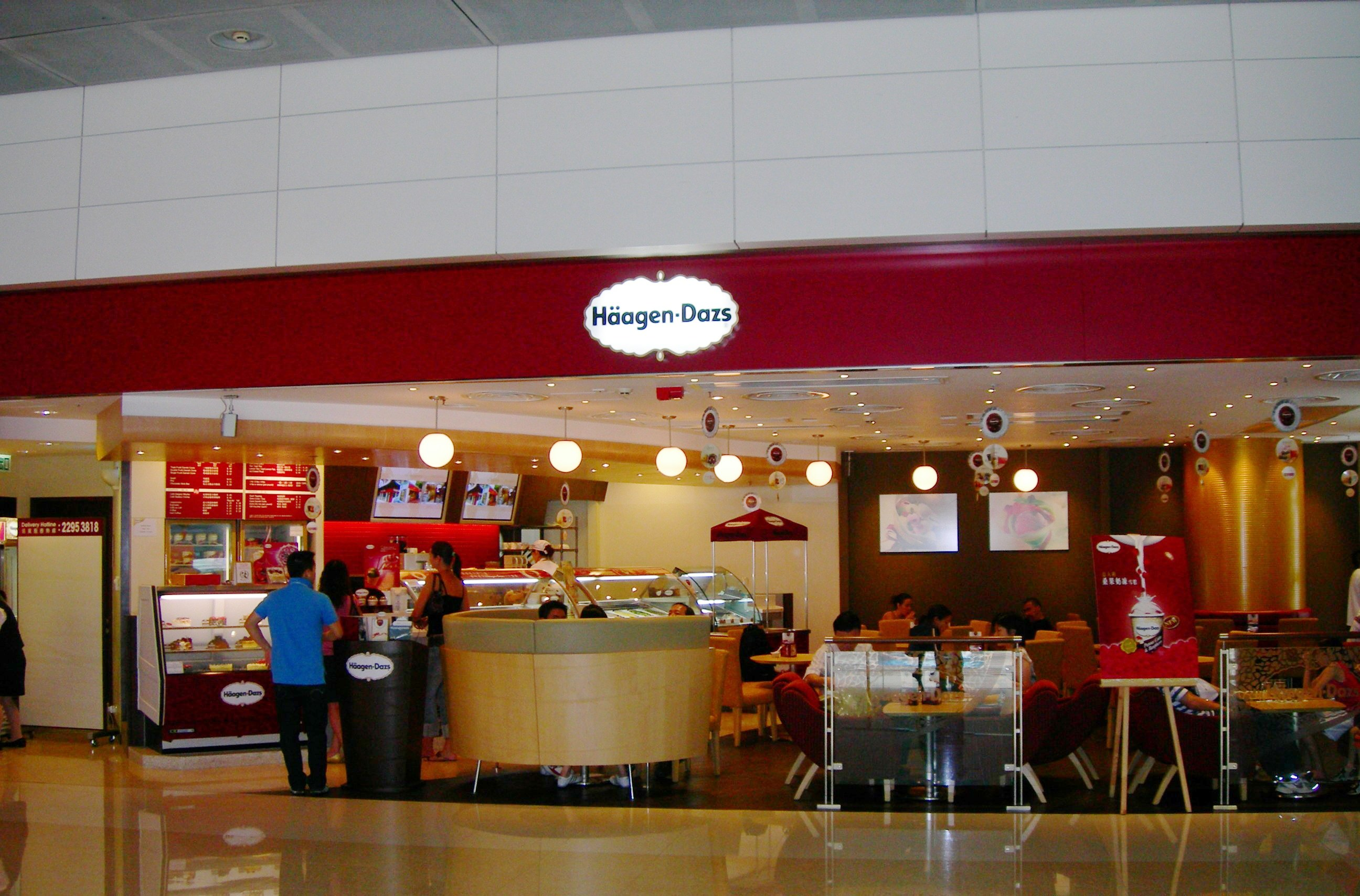
Negozio Häagen-Dazs a Hong Kong